# Мронговський повіт
Мронговський повіт (пол. powiat mrągowski) — один з 19 земських повітів Вармінсько-Мазурського воєводства Польщі.
Утворений 1 січня 1999 року в результаті адміністративної реформи.

## Загальні дані
Повіт знаходиться у центральній частині воєводства.
Адміністративний центр — місто Мронгово.
Станом на 1.01.2008 населення становить 50 127 осіб, площа 1065,38 км².
На терени повіту були депортовані 5397 українців з українських етнічних територій у 1947 році (т. з. акція «Вісла»).

## Демографія
Демографічні дані повіту станом на 31 grudnia.2006:
|       | Всього | Всього | Жінки  | Жінки | Чоловіки | Чоловіки |
| ----- | ------ | ------ | ------ | ----- | -------- | -------- |
|       | осіб   | %      | осіб   | %     | осіб     | %        |
| Повіт | 50 046 | 100    | 25 577 | 51,1  | 24 469   | 48,9     |
| Міста | 25 529 | 100    | 13 273 | 52,1  | 12 253   | 47,9     |
| Села  | 24 517 | 100    | 12 301 | 50,2  | 12 216   | 49,8     |